# Grumman C-2 Greyhound
Il C-2 Greyhound è un aereo da trasporto imbarcato bimotore turboelica prodotto dall'azienda statunitense Grumman, poi Northrop Grumman, negli anni sessanta.
Progettato come supporto logistico alle portaerei della U.S. Navy. Viene pertanto classificato come aereo COD (Carrier onboard delivery - Consegne a bordo di portaerei).

## Storia

### Sviluppo
Il C-2 Greyhound deriva dall'E-2 Hawkeye e ha preso il posto del C-1 Trader nel ruolo di COD. Il C-2 quindi ha le stesse ali e lo stesso motore dell'E-2, ma possiede una fusoliera più larga con una rampa di carico posteriore. Il primo dei due prototipi volò nel 1964 e la produzione iniziò l'anno seguente. Furono consegnati inizialmente 17 C-2A, aerei che, già nel 1973, furono sottoposti a grande revisione in modo da prolungare la vita operativa. 
Il C-2A fu un aereo molto apprezzato, e l'impiego intensivo delle portaerei, di conseguenza, incrementò anche la richiesta di aerei COD; pertanto, nel 1984 la Grumman ottenne un nuovo contratto per ulteriori 39 velivoli.
Nonostante gli aerei del nuovo lotto  avessero ricevuto miglioramenti alla cellula ed ai sistemi avionici, questi continuavano ad essere denominati C-2A, anche se, talvolta, venivano indicati come Reprocured C-2A (C-2A(R)) - C-2A riottenuti per la somiglianza con gli originali. Tutti i vecchi C-2A furono ritirati nel 1987, mentre l'ultimo dei nuovi fu consegnato nel 1990.

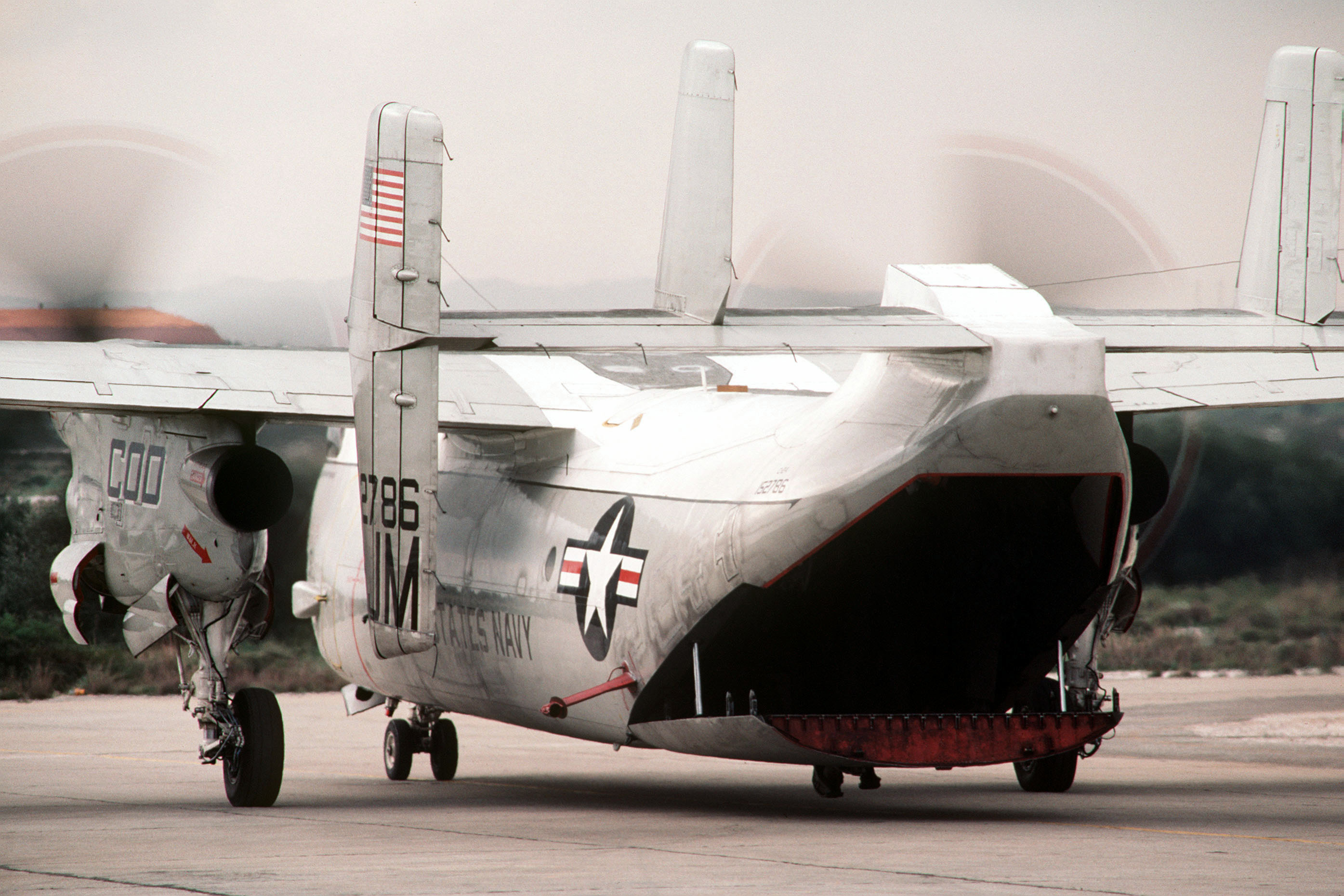
Un C-2A nel febbraio 1984. Questo fu il primo esemplare consegnato nel 1966.

#### Progetto
Con due turboeliche Allison T56, il C-2A può portare un carico di più di 4 500 kg (10 000 lb) e può trasportare sia carichi che passeggeri. È anche equipaggiato per svolgere compiti MedEvac. Trasporti urgenti possono essere portati dalla costa alla nave in poche ore. Un sistema a gabbia protegge i carichi durante le operazioni di lancio e appontaggio.
La grande rampa di carico velocizza le operazioni di carico/scarico e permette il lancio in volo di materiali, unico aereo da trasporto imbarcato a possedere questa capacità. Questo, assieme alle ali ripiegabili, dà al velivolo una versatilità operativa che non si riscontra in altri cargo.

### Impiego operativo

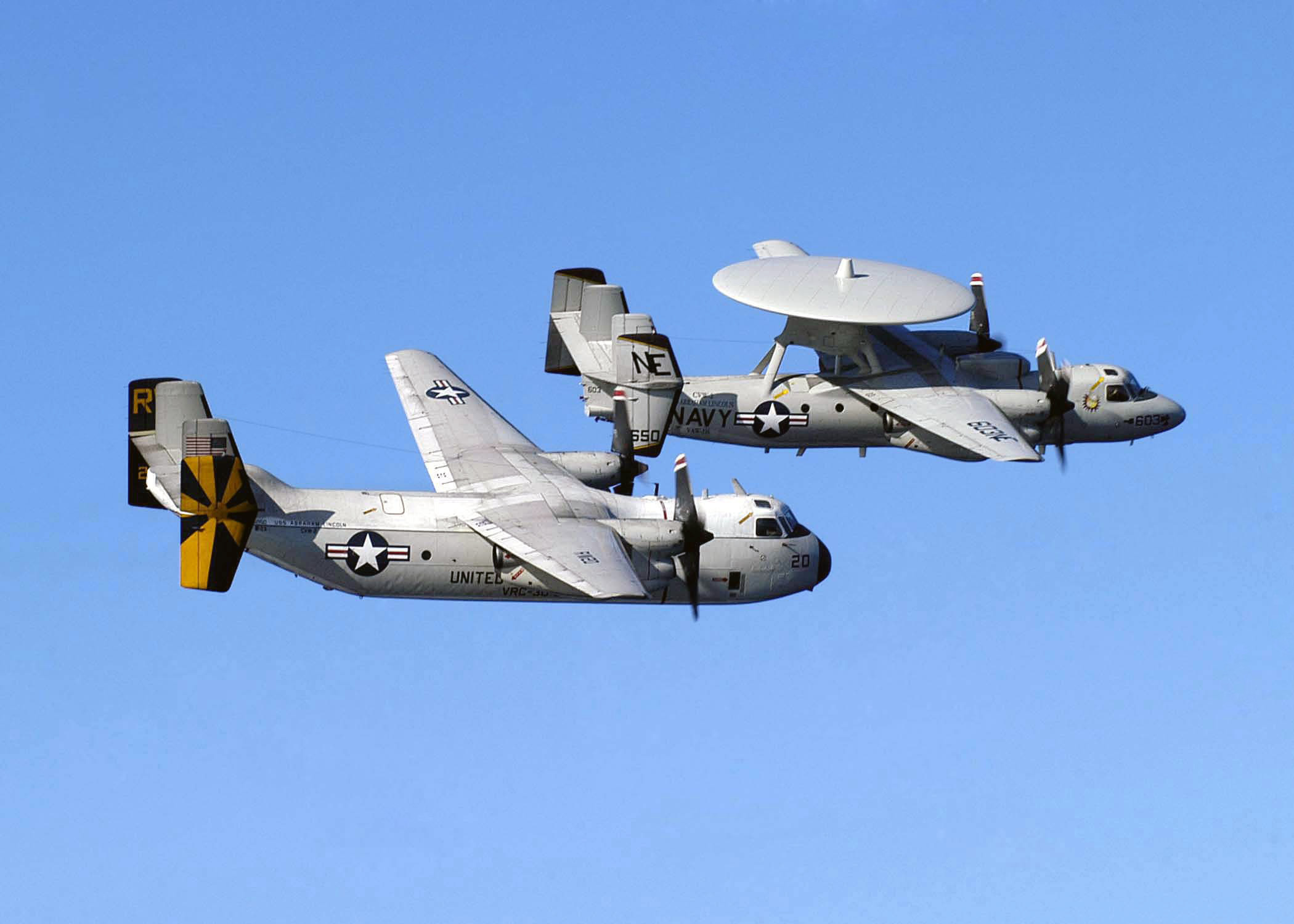
Un C-2A Greyhound ed un E-2C Hawkeye della nel 2005.

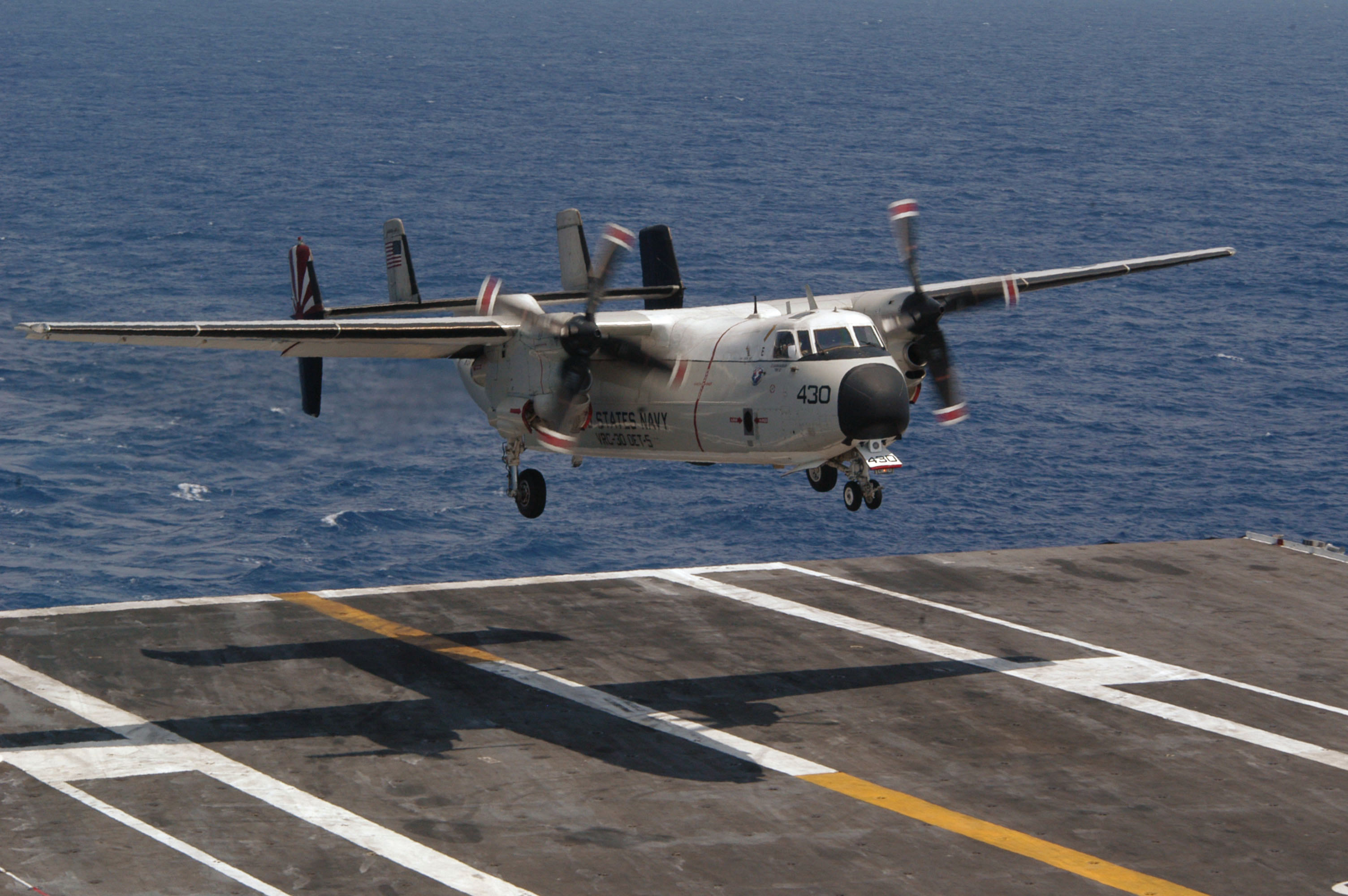
Un C-2A apponta sulla nel Pacifico occidentale.

Tra il novembre 1985 e il febbraio 1987 il VR-24, dotato di sette C-2A(R), dimostrò l'eccezionale prontezza operativa del velivolo. Questo squadrone consegnò 900 t di carico, 900 t di posta e 14 000 passeggeri in supporto alle operazioni in Europa e nel Mediterraneo. Il C-2A(R) effettuò consegne anche durante le operazioni Desert Shield, Desert Storm e nella ancora in esecuzione Enduring Freedom.
Nel 2000 fu deciso di sottoporre l'intera flotta di 36 C-2A(R) al programma SLEP (Critical Service Life Extension Program - Programma di estensione della vita operativa). Si stimava che un C-2A(R) avrebbe potuto volare per 10 000 ore o per 15 000 appontaggi, limitando la vita operativa del Greyhound fino al 2015. Avvicinandosi il limite degli appontaggi per molti esemplari, lo SLEP ha permesso di aumentare le possibilità degli aerei ancora in servizio a 15 000 ore di volo e 36 000 appontaggi. Lo SLEP, avviato nel 2002, includeva un miglioramento strutturale delle ali, un miglioramento dei sistemi di navigazione con l'aggiunta di GPS, del CAINS II Navigation System, della scatola nera, del Ground Proximity Warning System e il ricablaggio dell'aereo per rimuovere i cavi Kapton più vecchi e potenzialmente pericolosi. Il programma, al suo completamento, ha permesso ai 36 velivoli in servizio di operare almeno fino al 2027. Il primo C-2A(R) migliorato ha lasciato il NAVAIR Depot di North Island il 12 settembre 2005, dopo essere rimasto a terra per tre anni e mezzo. Nel 2010 fu completato il programma per la sostituzione delle eliche a quattro pale di cui era originariamente dotato il velivolo, con le nuove Hamilton Sundstrand NP2000 a otto pale a scimitarra.
Si pensò di sostituire il C-2A con un unico velivolo di supporto alle portaerei, ma il progetto si concluse con un nulla di fatto. Nel settembre 2009, la US Navy ha iniziato a valutare possibili sostituti del Greyhound, tra i quali il V-22 Osprey.
Il C-2 è stato anche utilizzato per trasportare rifornimenti ai passeggeri della nave da crociera Carnival Splendor, che l'8 novembre 2010 è stata vittima di un incendio. Il cibo è stato trasportato dai Greyhound alla portaerei USS Ronald Reagan da cui fu poi mandato con gli elicotteri alla Carnival Splendor.

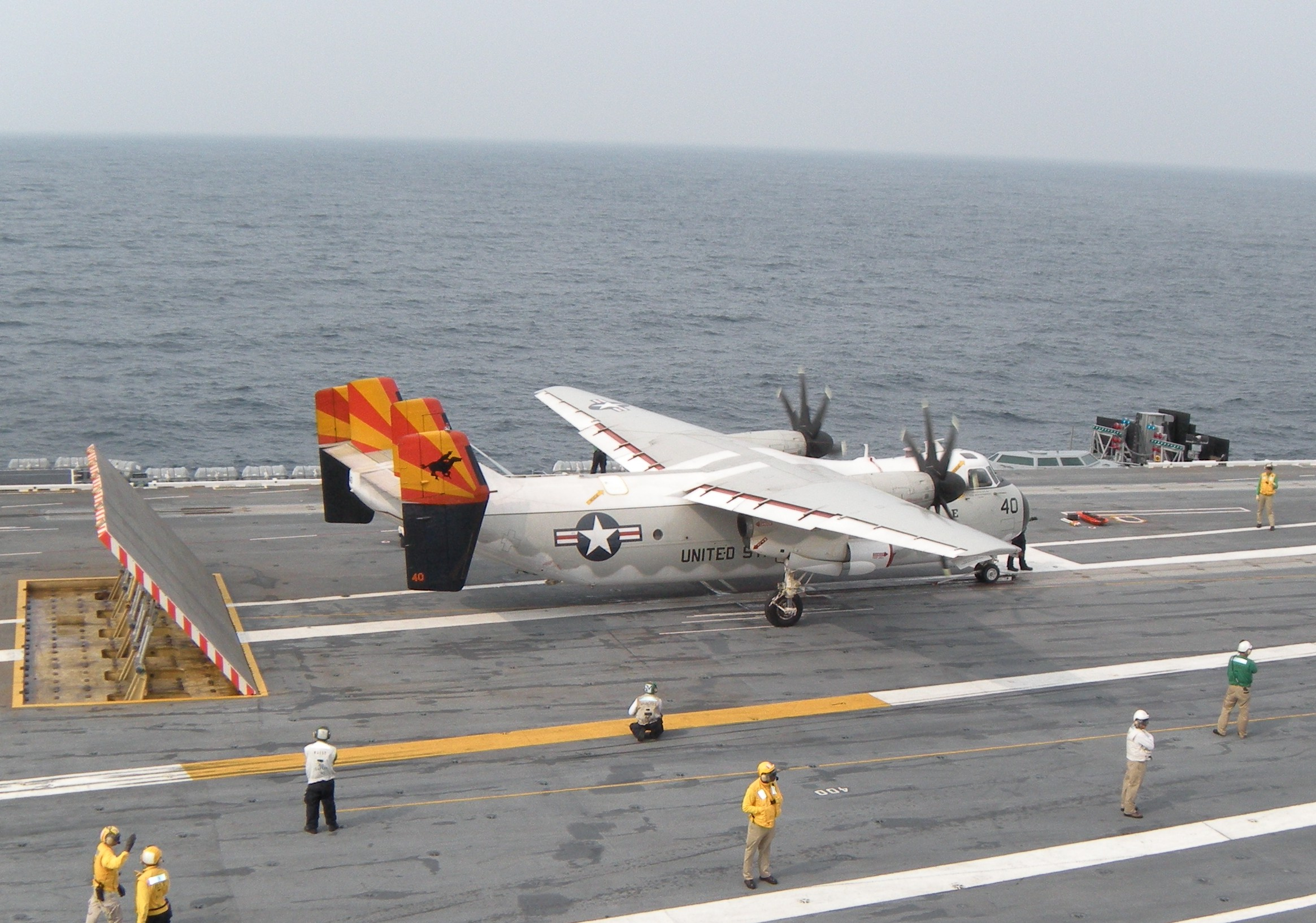
Un C-2A del VRC-40 dopo lo SLEP sulla nel luglio 2009.

## Varianti
YC-2A2 prototipi costruiti.
C-2A17 esemplari costruiti.
C-2A(R)C-2A riottenuto, 39 esemplari costruiti.

## Utilizzatori
Stati Uniti
- United States Navy

17 C-2A in servizio dal 1966 al 1984, più ulteriori 39 C-2A(R) ordinati nel 1984 e ricevuti a partire dal 1985.

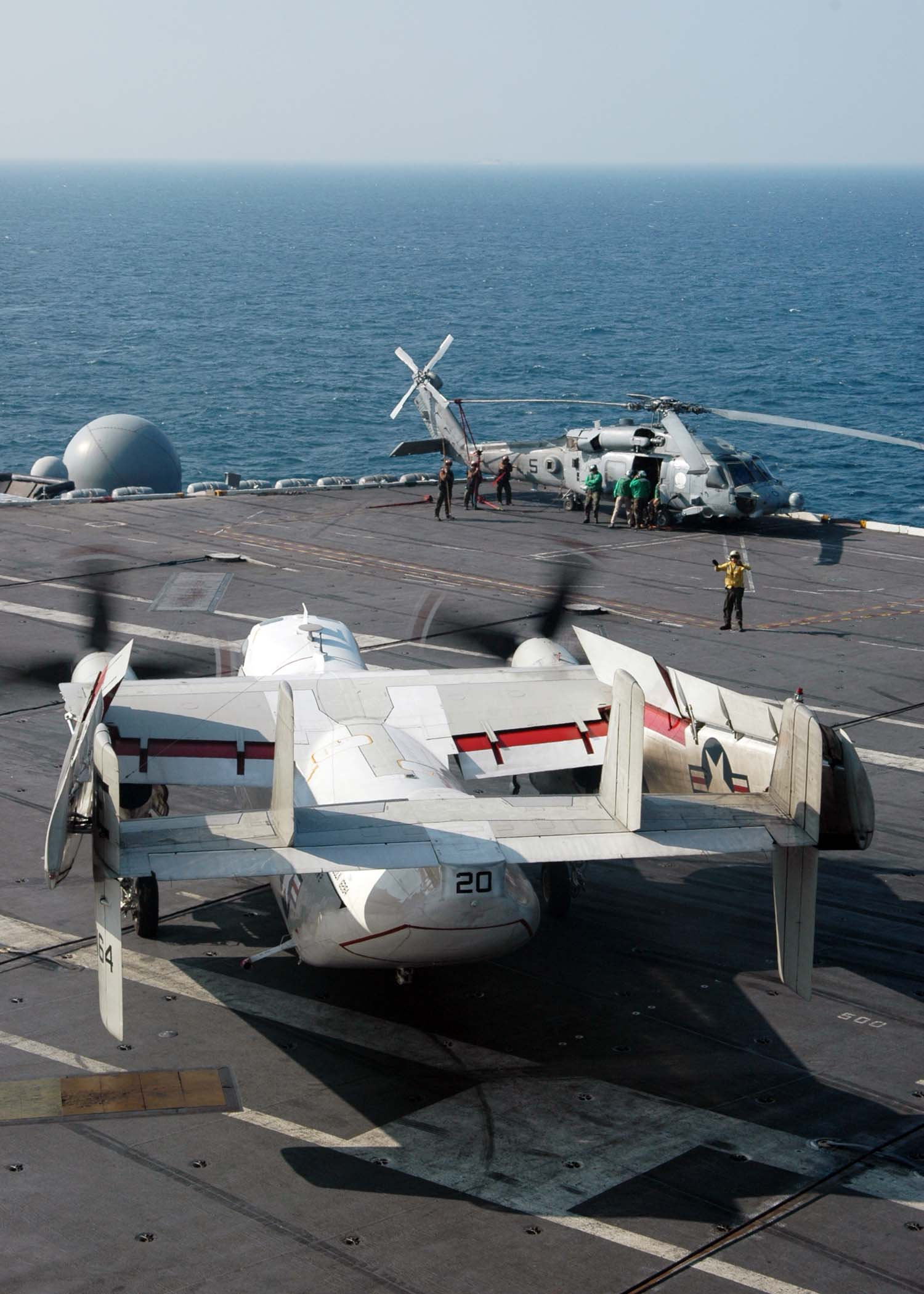
Un C-2A si prepara al decollo dal ponte di volo della in supporto alle operazioni umanitarie per lo tsunami del 2004 nel Sud-est asiatico.

- - VAW-120
  - VRC-30
  - VRC-40
  - VRC-50

## Velivoli comparabili
Stati Uniti
- Grumman C-1 Trader
- Lockheed US-3 Viking